# Entfernungseinstellung

1. Bild: Fokussierung auf den Spiegel, 2. Bild: Fokussierung auf das Bild im Spiegel, 3. Bild: Fokussierung auf die Straße hinter dem Spiegel, alle Bilder mit Blende f=5,6

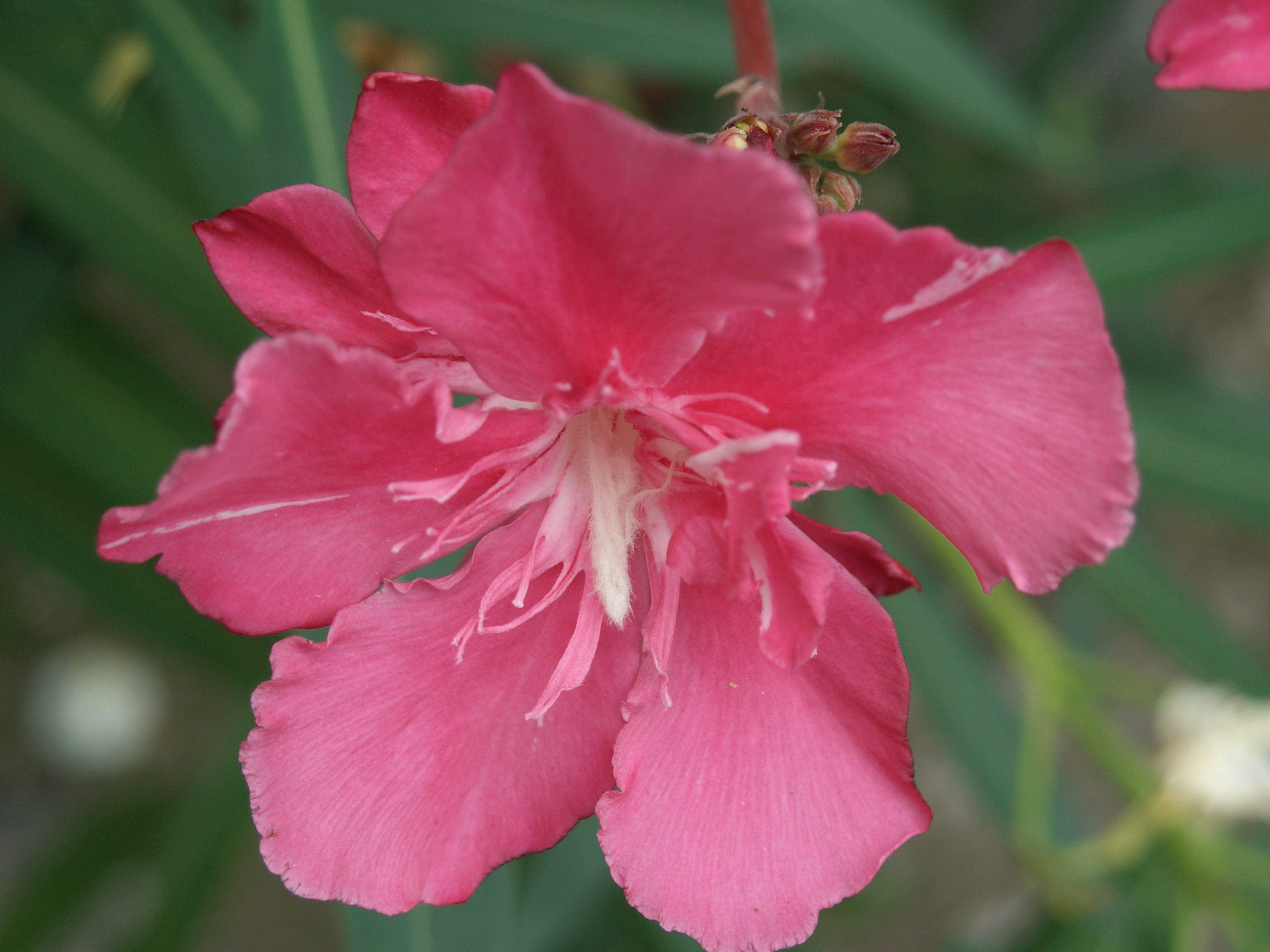
Die Schärfentiefe endet hinter der Blüte, der Hintergrund verschwimmt. Die Blüte ist scharf eingestellt.

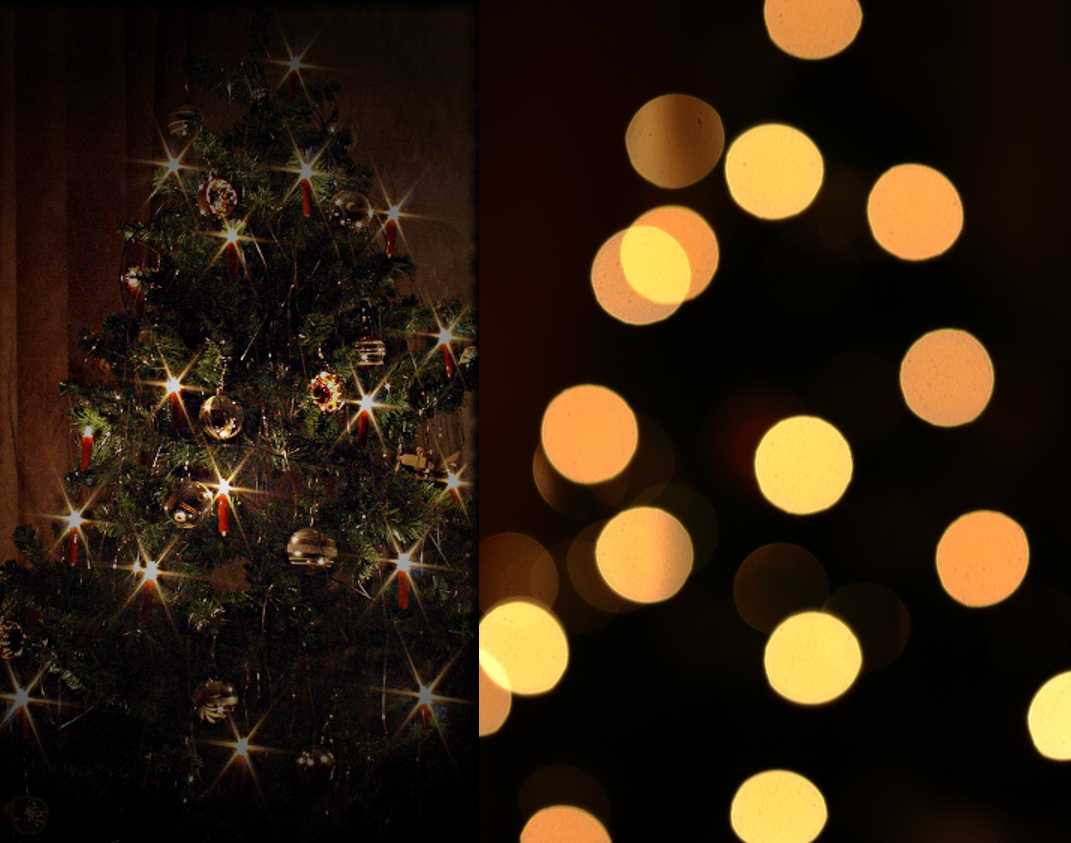
Zweimal fotografierter Weihnachtsbaum
Links: Autofokus ein.
Rechts: Autofokus aus, Entfernung absichtlich unscharf eingestellt.

Zwei Objekte die durch eine Linse auf eine Bildfläche abgebildet werden. Das blaue Dreieck wird scharf abgebildet. Erkennbar ist dies an den Kanten: beim blauen Dreieck wird die Kante in einem Punkt abgebildet, beim grünen Dreieck wird statt der Kante ein unscharfer Kreis (Zerstreuungskreis) abgebildet.

Als Entfernungseinstellung (auch: Scharfstellung oder Fokussierung) bezeichnet man in der Fotografie und in anderen Anwendungen optischer Geräte die Anpassung der Kamera- / Objektiveinstellung an die Objekt-Entfernung (Entfernung zwischen Kamera, Fernglas etc. und Motiv), so dass das Motiv scharf abgebildet wird.

## Bei kleinen Maßstäben
Wenn das Motiv unendlich (oder nahezu unendlich) weit entfernt ist, zum Beispiel bei einer Landschaftsaufnahme, ist der notwendige Abstand des Objektivs vom Film (genauer: der Abstand der bildseitigen Hauptebene des Objektivs vom Film) gleich der Objektivbrennweite. Bei einer Kleinbildkamera und einem Objektiv mit Normalbrennweite, üblicherweise 50 Millimeter, wird daher die Hauptebene des Objektivs 50 Millimeter vom Film entfernt sein.
Je näher das Motiv zur Kamera rückt, umso weiter muss die Hauptebene vom Film entfernt sein, damit die vom Motiv kommenden Lichtstrahlen sich auf dem Film in einem Punkt auf der Filmebene treffen, das Motiv also in der Aufnahme scharf erscheint (siehe Linsengleichung). Dafür wird in der Regel der Abstand des Objektivs von der Bildauffangebene (Film oder Bildsensor) verändert, damit er gleich der Bildweite ist. Deshalb hat ein gewöhnliches Objektiv einen Schneckengang oder eine andere Vorrichtung, mit dem es ausgefahren werden kann, um die erforderliche Distanz einzustellen.
Bei manchen Objektiven wird gleichzeitig auch der Abstand der Linsen voneinander verändert (siehe Floating elements), und manchmal wird nur eine Linsengruppe innerhalb des Objektivs verschoben, während der Abstand der übrigen Linsen (insbesondere der Frontlinse) vom Film gleich bleibt (siehe Innenfokussierung). Bei Zoomobjektiven und älteren Festbrennweiten wird oft eine Frontlinsen- / Frontgliedfokussierung verwendet. Dabei wird nur die vorderste Linse oder eine Frontgruppe von wenigen Linsen nach vorn verschoben, die übrigen Linsen stehen fest.

## Bei großen Maßstäben
Bei der Diaprojektion oder der Vergrößerung eines Negativs auf Fotopapier in der Dunkelkammer ist der Maßstab in der Regel größer als eins, und dann ist es meist praktischer, zur Scharfstellung den Abstand zwischen Dia beziehungsweise Negativ und Objektiv zu verstellen, da dies einen kleineren Verstellweg erfordert.
Häufig wird dabei zur Beurteilung der exakten Scharfeinstellung im Fotolabor ein Korn-Feineinstellgerät verwendet. Damit kann direkt auf die stark vergrößerten entwickelten Silberhalogenid-Partikel im Film scharfgestellt werden.
Bei Makroaufnahmen kann es zweckmäßig sein, zur Feineinstellung der Schärfe den Abstand zwischen Kamera und Motiv mit einem Einstellschlitten zu verstellen.

## Fixfokus
Eine Ausnahme bilden Fixfokus-Objektive, die auf eine feste Entfernung justiert sind (in der Regel die hyperfokale Distanz) und aufgrund ihrer Bauart (kurze Brennweite, kleine Objektivöffnung) in einem größeren Entfernungsbereich (typisch 1,5 Meter bis unendlich) ausreichend scharfe Aufnahmen liefern. Man findet sie in eher einfachen Fotoapparaten, aber auch manche modernen Autofokus-Kameras bieten eine „Schnappschuss“-Einstellung (feste Entfernungseinstellung), um die insbesondere bei schlechten Lichtverhältnissen teilweise unzuverlässige und langsame Fokussierautomatik zu umgehen.
Keiner Entfernungseinstellung bedürfen auch Lochkameras, die ohne Linsen auskommen. Die mit Linsen ausgestatteten Kameras werden in Abgrenzung dazu als fokussierende Kameras bezeichnet.

## Schärfentiefe
Wird ein scharfer Punkt auf dem Film durch einen Strahlenkegel hergestellt, der vom Objektiv mit seiner Spitze genau auf den Film führt, so entstehen Unschärfen, wenn der Kegel zu weit oder nicht weit genug reicht. Die Spitze wird dann entweder beschnitten oder in der spiegelbildlichen Projektion verlängert – in beiden Fällen entstehen in der Filmebene Zerstreuungskreise, deren Durchmesser für bestimmte Bildformate normiert sind.
Im Ergebnis ist nur die Ebene präzise scharf, auf die fokussiert wurde, die Schärfe fällt davor und dahinter ab, unterschiedlich stark je nach Abbildungsmaßstab und Blende.
Zerstreuungskreise werden mit der Blendenöffnung gesteuert; kleine Blendenöffnungen erzeugen kleinere Durchmesser und umgekehrt. Eine kleine Blendenöffnung führt daher zu einem größeren Schärfebereich. Bei sehr kleinen Blenden wird die Abbildung insgesamt unschärfer, da die Bildschärfe dann durch das Sichtbarwerden von Beugungsscheibchen begrenzt wird (siehe auch kritische Blende).
In der Praxis wird ein dreidimensionaler Bereich des Motivs zuerst zum Nahpunkt des gewünschten Schärfebereichs und dann zu seinem Fernpunkt angesteuert. Die endgültige Schärfeeinstellung wird auf die Mitte zwischen beiden Werten des Objektivauszugs gesetzt. Aus diesem Wert ergibt sich die nötige Blende bei gegebenem Licht und der entsprechenden Verschluss-Zeit und Filmempfindlichkeit.

## Autofokus
Falsche Scharfeinstellung von Hand ist neben dem Verwackeln die Hauptquelle für unscharfe Aufnahmen. Deshalb gab es seit den späten 1970er Jahren immer mehr Bestrebungen, Kameras mit automatischer Scharfeinstellung (Autofokus) zu konstruieren. Sieht man von früheren, kommerziell nicht erfolgreichen Versuchen wie der Pentax ME F aus dem Jahre 1981 ab, haben sich Autofokus-Spiegelreflexkameras etwa seit 1985 durchgesetzt. Zumal in den gehobenen Preisklassen aber gibt es auch weiterhin sowohl Spiegelreflex- wie Sucherkameras, die auf Autofokus verzichten oder aber, zumindest als Alternative, weiter die manuelle Scharfstellung erlauben.

## Digitalkameras
Bei Digitalkameras steht meist schon vor der Registrierung der Aufnahme ein Rasterbild zur Verfügung (siehe auch Live-View).
Da der Monitor oder der elektronische Sucher der Kamera in der Regel eine geringere Bildauflösung haben als der Bildsensor, besteht die Möglichkeit, mit der sogenannten Softwarelupe Ausschnitte des aufzunehmenden Bildes zu vergrößern. In diesem vergrößerten Bild kann die Schärfe des Bildausschnitts wesentlich besser beurteilt werden, was für eine manuelle Fokussierung hilfreich ist.

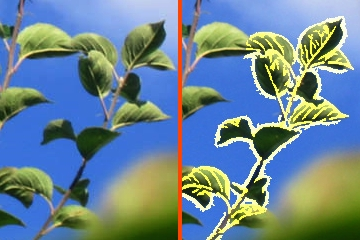
Vergleich einer Detailansicht der Originalaufnahme (links) mit dem gleichen Bild mit eingeblendetem Fokus-Peaking (rechts): die scharf eingestellten Konturen des Zweigs sind gelb hervorgehoben

Die Kamera-Firmware kann zur Unterstützung der manuellen Entfernungseinstellung die scharf eingestellten Konturen mittels Fokus-Peaking auf dem Monitor oder im elektronischen Sucher hervorheben. Dies ist besonders bei Nahaufnahmen oder bei Aufnahmen mit eingeschränkter Schärfentiefe nützlich, um die tatsächlich eingestellte Entfernung schnell und zuverlässig erkennen zu können.

## Astrofotografie
In der Astrofotografie, und allgemein der beobachtenden Astronomie, hat man es stets mit praktisch unendlich weit entfernten Objekten zu tun. Hier ist der Begriff Entfernungseinstellung nicht treffend, besser wäre Fokussierung. Obwohl die Objektentfernungen sich hier nicht ändern, sind die Anforderungen an ein brauchbares Verfahren zum Fokussieren besonders hoch. Es ist nötig, um Fertigungsabweichungen des Teleskops und Veränderungen der Umgebungsbedingungen (Verformung durch die Schwerkraft, Wärmedehnungen bei Temperaturänderung) zu kompensieren. Hohe Kontraste wirken sich störend aus. Hinzu kommt die Tatsache, dass Sterne nicht nur Beobachtungsobjekte, sondern auch ideale Prüfobjekte für die verwendete Technik und ihren Fokussierzustand sind. Das Foucaultsche Schneidenverfahren stellt eine relativ einfach zu realisierende Lösung für dieses Problem dar.
Als schnelle Alternative kommen eine Sucherlupe oder ein vergrößernder Winkelsucher zum Einsatz. Hier stellt man meist einen Stern ein, der dann richtig fokussiert ist, wenn sein Bild auf der Mattscheibe besonders stark funkelt. Bei einer Klarscheibe achtet man auf eine Verschiebung zum Linienkreuz, die bei richtiger Fokussierung nicht mehr auftritt.

## Fokussierungsfehler
Beim Einstellen der gewünschten Entfernung kann es bei optischen Abbildungen zu systematischen Fehlern bei der Lage des Brennpunktes kommen, die in der Fototechnik oft auch mit den dem Englischen entlehnten Begriffen Frontfokus und Backfokus (für Vorderbrennpunkt und Hinterbrennpunkt) bezeichnet werden.

### Beschreibung

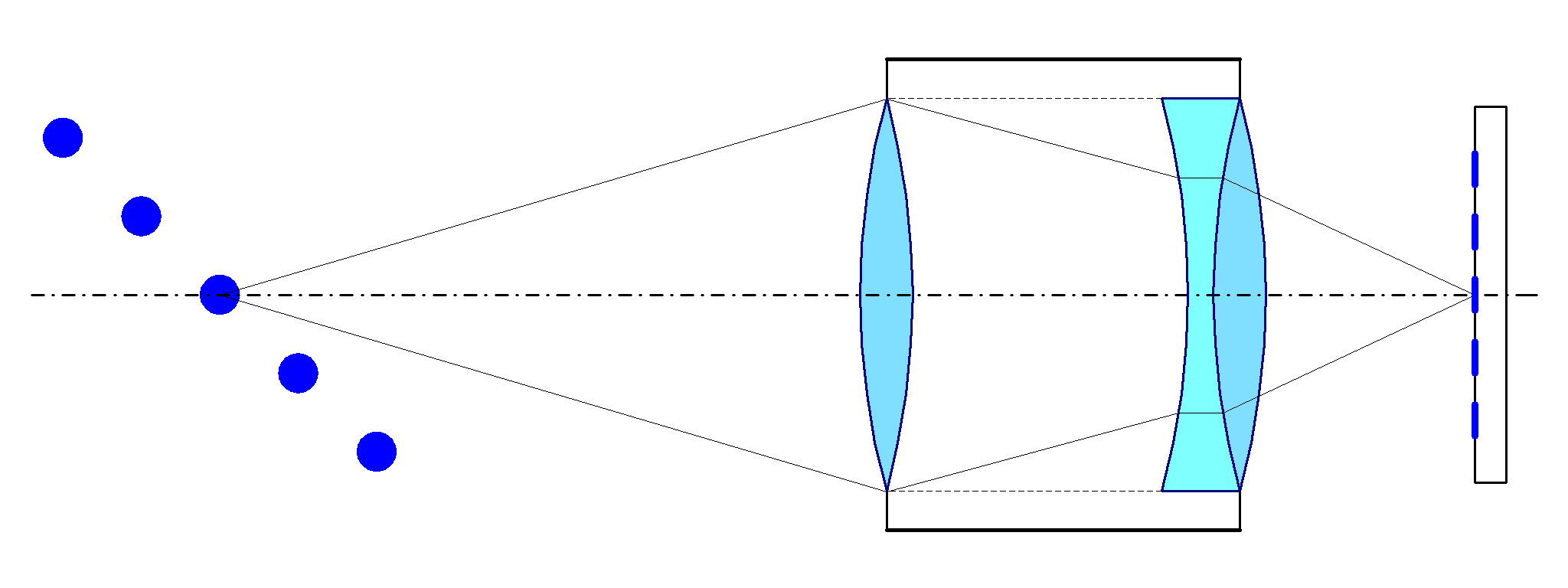
Experimentelle Bestimmung des Fokussierungsfehlers bei einer optischen Abbildung von fünf blauen Stäben in verschiedener Gegenstandsweite (links) mit einem Objektiv (Mitte) auf eine Bildebene (rechts). Bei der Entfernungseinstellung soll die maximale Schärfe auf den mittleren Stab eingestellt werden.

Das Fokussieren geschieht bei einigen optischen Geräten, wie zum Beispiel Spiegelreflexkameras, durch die manuelle Scharfstellung auf einer Einstellscheibe oder durch die automatische Fokussierung mit einem gesonderten Sensor. Der Fokussierungsfehler beruht bei solchen Geräten dann darauf, dass eine beim Fokussieren ermittelte Einstellung nicht dazu führt, dass ein Gegenstand in der gewünschten Gegenstandsweite in der Bildebene scharf abgebildet wird, sondern näher liegende Gegenstände (Frontfokus) oder weiter weg liegende Gegenstände (Backfokus).

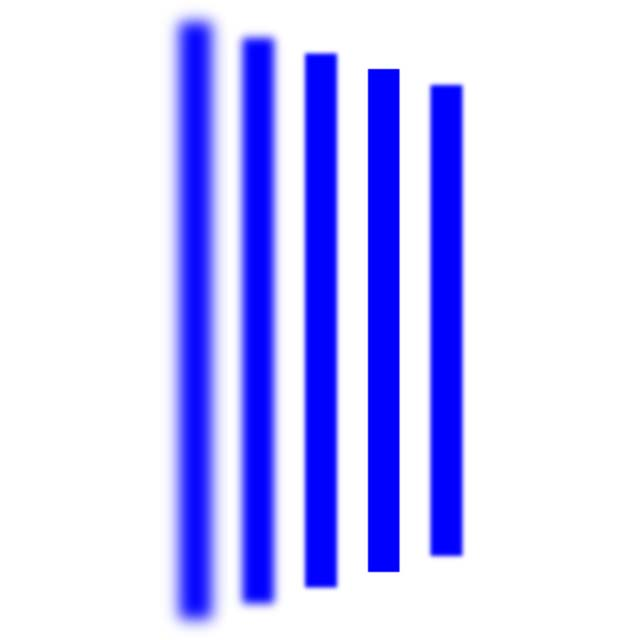
Aufnahme mit Backfokus auf dem vierten Stab
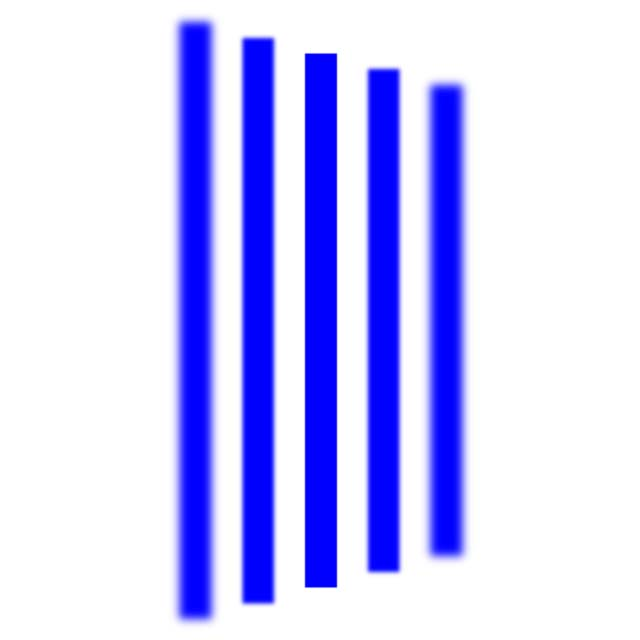
Aufnahme mit korrekter Fokussierung auf dem mittleren Stab
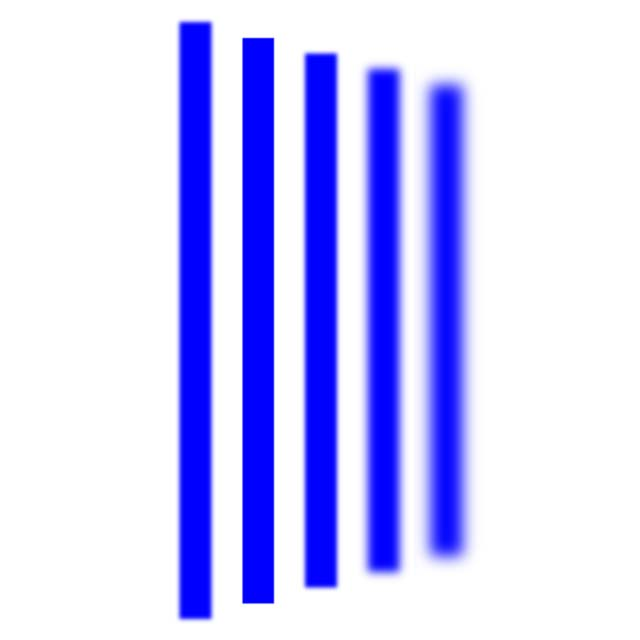
Aufnahme mit Frontfokus auf dem zweiten Stab

Ursachen können Lagefehler bei der Abbildung mit einem Objektiv, wie zum Beispiel die Bildfeldwölbung, oder Toleranzen und Dejustierungen, sowie Verzögerungen im Fokussierungssystem der Kamera sein.

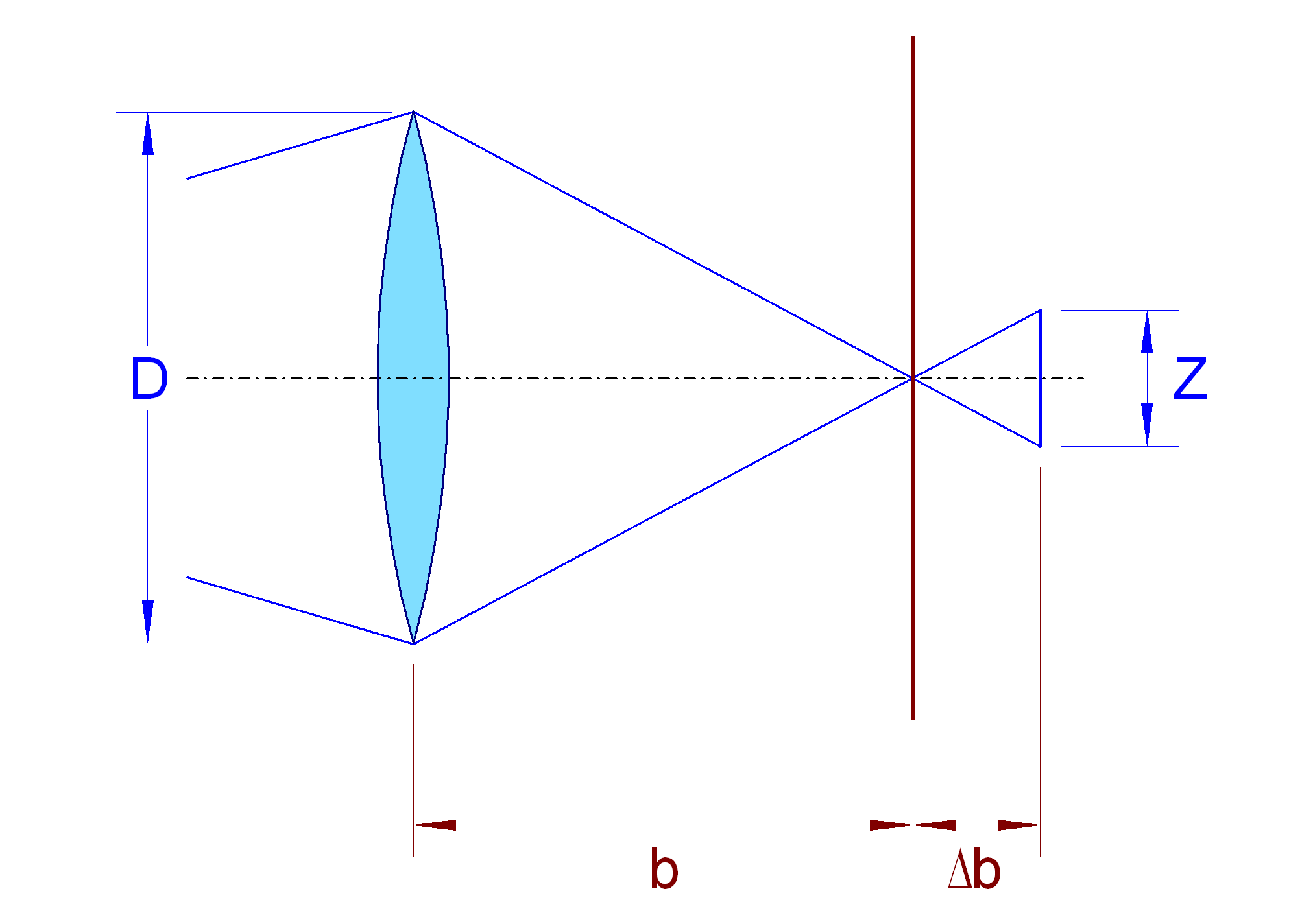
Rechnerische Bestimmung des Fokussierungsfehlers über die Größe des Zerstreuungskreises anhand der bildseitigen Apertur, der Bildweite und dem Einstellfehler.

Die Stärke des Fokussierungsfehlers kann über die Größe des Zerstreuungskreises {\displaystyle Z} bestimmt werden, der in der Bildebene aufgrund der Differenz {\displaystyle \Delta b} zwischen eingestellter und optimaler Bildweite {\displaystyle b} entsteht:
{\displaystyle {\frac {Z}{\Delta b}}={\frac {D}{b}}}
und somit
{\displaystyle Z={\frac {D\cdot \Delta b}{b}}},
wobei {\displaystyle D} die bildseitige Apertur ist.
Für eine Abbildung aus dem Unendlichen ist Bildweite {\displaystyle b} minimal und gleichzeitig identisch mit der Brennweite {\displaystyle f}. Für diesen Fall ergibt sich unter Verwendung der Blendenzahl
{\displaystyle k={\frac {f}{D}}}
der maximale durch den Fokussierungsfehler bedingte Zerstreuungskreisdurchmesser zu
{\displaystyle Z={\frac {\Delta b}{k}}},

#### Beispiele
Bei einer solchen optischen Abbildung mit einer Blendenzahl 2 ergeben sich also, abhängig von der Ungenauigkeit der Fokussierungseinstellung {\displaystyle \Delta b}, die Zerstreuungskreisdurchmesser {\displaystyle Z} der folgenden Tabelle:
| Fokussierungsfehler {\displaystyle \Delta b} in µm | Zerstreuungskreisdurchmesser {\displaystyle Z} in µm |
| -------------------------------------------------- | ---------------------------------------------------- |
| 10                                                 | 5                                                    |
| 100                                                | 50                                                   |
| 1000                                               | 500                                                  |

Schon bei einem Fokussierungsfehler von nur einem hundertstel Millimeter ergeben sich in diesem Beispiel also Zerstreuungskreise mit einem Durchmesser von 5 Mikrometern, die beispielsweise bei Bildsensoren mit einem Abstand der Bildpunkte in dieser Größenordnung über den Öffnungsfehler und die Beugungsbegrenzung hinaus zu zusätzlichen Unschärfen in den digitalen Bildern führen.
Auch Temperaturänderungen beziehungsweise -differenzen können zu solchen Fokussierungsproblemen führen, wenn die Ausdehnungskoeffizienten oder Temperaturen in verschiedenen Bauteilen verschieden groß sind. Spiegelreflexkameras mit Kunststoffgehäusen bestehen häufig aus Polycarbonat mit einem Ausdehnungskoeffizienten von etwa 70 Millionstel pro Kelvin. Auf einer Länge von 50 Millimetern entspricht dies einer thermischen Ausdehnung von 3,5 Mikrometern pro Kelvin. Bei einem Temperaturunterschied von beispielsweise nur 5 Kelvin innerhalb des Kameragehäuses können die Entfernungen vom Objektiv zum Bildsensor und zum Autofokussensor durch thermische Effekte demnach eine Differenz von fast 20 Mikrometern haben, was dann dem Fokussierungsfehler {\displaystyle \Delta b} entspricht. Der daraus resultierende Zerstreuungskreis {\displaystyle Z} hätte in diesem Beispiel bei einer Abbildung aus dem Unendlichen mit einer Brennweite von 50 Millimetern und einer Blendenzahl von 2 einen Durchmesser von knapp 10 Mikrometern, was ebenfalls zu Unschärfen in den optischen Abbildungen führen kann.

### Gegenmaßnahmen
- Fokussierungsfehler können für bestimmte Kombination von Kameras und Objektiven unter Umständen durch den Kundendienst behoben werden.
- Zur exakten Fokussierung sollte der Abstand zum Aufnahmeobjekt präzise ermittelt werden. Dabei sollte ein geeigneter Entfernungsmesser verwendet werden.
- Einige digitale Spiegelreflexkameras bieten eine Justierung der Fokusebene über das Kameramenü. Die Korrektur ist jedoch nicht notwendigerweise für alle Objektive die gleiche, so dass oft für jede Kombination aus Kameragehäuse und Objektiv eine eigene Korrektur durchgeführt werden muss.
- Kameras mit Live-View erlauben die automatische oder manuelle Scharfstellung durch Kontrastmessung auf dem Bildsensor. Bei diesem Vorgehen gibt es keine Abweichungen zwischen den Ebenen der Scharfstellung und der Abbildung. Spiegellose Systemkameras haben daher meistens eine genauere automatische Entfernungseinstellung als Spiegelreflexkameras.[2]
- Durch eine Vergrößerung der Schärfentiefe kann der scharf abgebildete Bereich unter Umständen so stark erweitert werden, dass ein hinreichend großer Gegenstandsweitenbereich scharf abgebildet wird und der Fokussierungsfehler demzufolge nicht mehr sichtbar ist. Dies kann entweder durch die Verwendung kleinerer Bilddiagonalen oder durch die Einstellung größerer Blendenzahlen bewerkstelligt werden.
- Durch Verwendung von mechanisch und thermisch stabilen Gehäuseteilen mit entsprechend geringen Fertigungstoleranzen und geringen oder gleichmäßigen Ausdehnungskoeffizienten können Fokussierungsfehler reduziert werden.